# Північно-Бацький округ
Півні́чно-Ба́цький о́круг (серб. Севернобачки округ) — адміністративний округ в Сербії, в складі автономного краю Воєводина. Адміністративний центр — місто Суботиця.

## Адміністративний поділ
Округ поділяється на 3 общини:
| № | Община       | Площа, км² | Населення, осіб (2002, перепис) | Кількість нас. пунктів |
| - | ------------ | ---------- | ------------------------------- | ---------------------- |
| 1 | Бачка-Топола | 596        | 38 245                          | 23                     |
| 2 | Малий Іджош  | 181        | 13 494                          | 3                      |
| 3 | Суботиця     | 1007       | 148 401                         | 19                     |